# أحمد أبو حاكمة
د. أحمد مصطفى أبو حاكمة هو مؤرخ فلسطيني وُلد في العباسية. كتب أبو حاكمة العديد من الكتب التاريخية كان من أهمها تاريخ الكويت الحديث المطبوع عام 1984 بطلب من الحكومة الكويتية.

## حياته
درس أبو حاكمة المرحلة الثانوية في القدس، حصل على الليسانس والماجستير من جامعة القاهرة في مجال التاريخ، وعلى درجة الدكتوراه من جامعة لندن في مجال التاريخ الحديث عام 1960.
عمل الدكتور أبو حاكمة في عدة أماكن كان منها دائرة المعارف الكويتية وجامعة الخرطوم وكلية زاريا في النيجر والجامعة الأردنية (حيث كان له دور في نشأة فسم التاريخ فيها) وخبيرًا لدى اليونسكو.

## تاريخ الكويت الحديث
بعد اقتراح رئيس دائرة المعارف الكويتية آنذاك الشيخ صباح الأحمد الصباح بتشكيل لجنة لكتابة تاريخ الكويت بطريقة أكاديمية، تم تعيين الدكتور أبو حاكمة كاتبًا نظرًا لخبرته السابقة بتاريخ شرقي الجزيرة العربية. يذكر الدكتور عبد العزيز منصور في الكتاب: «لقد أمضى المؤلف قرابة ربع قرن من الزمان وهو يبحث وينقب ويتنقل في سبيل الحصول على أوثق المراجع وأدق المعلومات وأصدق الوثائق والمخطوطات والصور ليتسنى له الكتابة عن تاريخ الكويت والخليج العربي.»
اعتمد أبو حاكمة 1752 كالعام الذي بدأت به نشأة الكويت الحديثة، وقد انتشرت هذه النظرة بشكل كبير، إلا أنها محل جدل ونفاش.

## مؤلفاته
كتب أبو حاكمة العديد من المؤلفات باللغتين العربية والإنجليزية، تسرد الموسوعة الفلسطينية بعضًا منها:
- التطورات السياسية في المملكة المغربية، بالاشتراك مع عائدة سليمان عارف - بيروت - 1963
- كيف نفهم التاريخ – ترجمة: بيروت - 1966
- تاريخ شرقي الجزيرة العربية في العصور الحديثة - القاهرة - 1967
- تاريخ الكويت – الكويت - 1967
- لمع الشهاب في سيرة محمد عبد الوهاب - 1967
- تاريخ الكويت الحديث 1750 – 1965 - الكويت - 1984.